# مادران آبان
مادران آبان گروهی از زنان ایرانی هستند که فرزندان‌شان در جریان اعتراضات آبان ۱۳۹۸ ایران، توسط مأموران امنیتی جمهوری اسلامی کشته شده‌اند. آنها برای دادخواهی فعالیت می‌کنند و به مبارزه می‌پردازند.

## پیشینه
جنبش دادخواهی مادرانی که فرزندانشان توسط نظام جمهوری اسلامی ایران کشته شده‌اند، عمدتاً از اعدام دسته‌جمعی زندانیان عقیدتی سیاسی ایران در تابستان ۱۳۶۷ آغاز شده‌است. مادران آبان نیز، همانند نسل‌های گذشته، به دادخواهی و فعالیت علیه جمهوری اسلامی می‌پردازند.

## اقدامات و فعالیت‌ها
به گفتهٔ مادران، آنها یکدیگر را از طریق فضای مجازی پیدا کردند و بعد با به راه انداختن کارزار اینترنتی، فرزندان خود را معرفی کردند.

### تجمع در میدان آزادی
مادران آبان، در تیر ماه ۱۴۰۰، برای حمایت از اعتراضات ۱۴۰۰ خوزستان، و اعتراض به نظام جمهوری اسلامی، در حالی که تصویر فرزندان‌شان را در دست داشتند، در میدان آزادی تهران دست به تجمع اعتراضی زدند.

## سرکوب و بازداشت‌ها‍
بچه‌های خوزستان بچه‌های شما نیستند؟ من مادر پژمان قلی‌پور هستم. با پنج گلوله جوانم را کشتند. منتظر داغدار شدن مادرانتان نشوید. بردگی بس است.— محبوبه رمضانی، مادر پژمان قلی‌پور خطاب به مردم
در جریان تجمع اعتراضی مادران آبان در میدان آزادی تهران، مأموران امنیتی جمهوری اسلامی آنها را با ضرب و شتم بازداشت کردند. همچنین آنها مادر یکی از کشته‌شدگان را در حالی بازداشت کردند که او را روی زمین می‌کشیدند.

### شلاق و ضرب و شتم
مادران آبان، در جریان اعتراضات خود، چندبار بازداشت شده و همچنین مورد ضرب و شتم قرار گرفته‌اند. همچنین محبوبه رمضانی، مادر پژمان قلی‌پور به‌خاطر پیوستن به کارزار اینترنتی حجاب، بی‌حجاب توسط قوه قضائیه جمهوری اسلامی ایران به ۱۰۰ ضربه شلاق محکوم شد.